# Orthopristis cantharinus
Orthopristis cantharinus är en fiskart som först beskrevs av Jenyns, 1840.  Orthopristis cantharinus ingår i släktet Orthopristis och familjen Haemulidae. IUCN kategoriserar arten globalt som otillräckligt studerad. Inga underarter finns listade i Catalogue of Life.